# Ten Love Songs
Ten Love Songs è il quarto album in studio della cantautrice norvegese Susanne Sundfør, pubblicato il 16 febbraio 2015 in tutta Europa e il 20 febbraio nel resto del mondo. L'album è rimasto per sessantaquattro settimane nella top40 degli album più venduti in Norvegia, quattordici delle quali nella top10 e toccando per tre volte la prima posizione. L'album è entrato anche nelle classifiche di vendita di altre nazioni, toccando la quarantasettesima posizione in Svezia e la settantottesima nel Regno Unito.
Ten Love Songs ha vinto agli Spellemannprisen, ossia i Grammy norvegesi, nelle categorie "Album dell'Anno" e "Miglior Produzione"; il brano Delirious è invece stato candidato nella categoria "Canzone dell'Anno".

## Stile musicale
Ten Love Songs nasce dal desiderio dichiarato di creare un album più pop e mainstream dei precedenti, ma senza rinnegare la voglia di sperimentare su sonorità colte. Intervistata dal The Guardian e dal Telegraph, ha anche paragonato la composizione di quest'album alla risoluzione di problemi matematici, di algoritmi o di puzzle, ma ciò non le ha impedito di esprimere in musica una forte carica emotiva che l'ha fatta sentire "nuda, senza pelle".
Susanne ha scritto tutti i testi e le musiche e ha prodotto da sola sei canzoni, mentre altre quattro le ha co-prodotte col duo Röyksopp (Slowly), con Anthony Gonzalez degli M83 (Memorial), con Jonathan Bates aka Big Black Delta (Accelerate) e con Lars Horntveth dei Jaga Jazzist (Silencer). Susanne ha collaborato anche con l'orchestra da camera Trondheim Soloists. Il risultato finale è un album che spazia dall'synth pop/electropop più raffinato alla dance e all'italo disco, con sezioni folk, dream pop e di musica orchestrale da camera.
Strumento principe dell'album è l'organo, come esplicitato già dalla breve opener Darlings e poi nell'assolo di Accelerate, ispirato a Toccata e fuga in Re minore di Bach. Alla fine della mid-tempo dance Kamikaze è invece presente un assolo di clavicembalo. Per quanto riguarda l'uso di dissonanze e controcanti ossessivi caratteristico degli album precedenti di Susanne, lo si ritrova soprattutto in Delirious, che è assieme a Insects la canzone più vicina allo stile di The Silicone Veil. Trust Me e Silencer, invece, si avvicinano allo stile di The Brothel. Particolare è il caso di Memorial, che si distingue dalle altre tracce sia per la durata sia per l'essere in larga parte musica da camera.

## Tematiche
Riguardo al concept dell'album, Sundfør si è espressa così:
Ten Love Songs riguarda quindi la perdita, il dolore e gli aspetti più oscuri e compulsivi dell'amore, nonché la vulnerabilità dell'essere umano e il fatto che questa sia vista come un taboo.  A tal proposito, Sundfør ha spiegato:
Il titolo dell'album, definito dalla stessa cantautrice "volutamente kitsch", è quasi ironico, giacché in contraddizione con le vere tematiche dell'album. Queste solo in alcuni casi si riferiscono all'amore romantico, mentre in altri parlano più di sesso e violenza.
Confrontati con quelli degli album precedenti, i testi di Ten Love Songs risultano molto più semplici e diretti, in accordo con le tematiche più emotive. Nondimeno, ci sono riferimenti a Anne Sexton, Sylvia Plath ed Ernest Hemingway.

## Promozione
Dall'album sono stati estratti quattro singoli: Fade Away, Delirious, Kamikaze e Accelerate. Di ogni singolo sono stati pubblicati dei remix ufficiali EDM o chillout, ma solo per Fade Away e Accelerate sono stati girati dei videoclip. Quello di Accelerate è stato pubblicato in esclusiva per Pitchfork.
Per promuovere l'album, Susanne ha intrapreso un tour in Europa e in Nord America, partecipando anche a vari festival.

## Accoglienza
| Recensione                   | Giudizio |
| ---------------------------- | -------- |
| Dagbladet                    |          |
| Dagsavisen                   |          |
| DMC World                    |          |
| Gaffa (NO)                   |          |
| Gaffa (SW)                   |          |
| Mojo                         |          |
| Music Is                     |          |
| musicOMH                     |          |
| Nothing but Hope and Passion |          |
| NRK P3                       |          |
| PressPlay                    |          |
| Release Magazine             |          |
| RockLab                      |          |
| The 405                      |          |
| The Guardian                 |          |
| The Quietus                  |          |
| Uncut                        |          |
| Written in Music             |          |

Ten Love Songs è stato lodato dalla critica, anche se non tutti hanno apprezzato l'approccio più "easy-listening" rispetto ai precedenti The Brothel e The Silicone Veil.
Michael Hann, nella sua recensione per il The Guardian, ha descritto Ten Love Songs come un album molto brillante, in grado di essere sia diretto e accattivante sia profondo. Per il recensore, quest'album mostra "padronanza dell'artpop, freddo synthpop e una disco simultaneamente gioiosa e disperata".. Il recensore di Sonic Seducer si è invece concentrato su come la voce di Susanne Sundfør spicchi tra gli arrangiamenti orchestrali e i passaggi da discoteca.

Per John Murphy di musicOMH, Ten Love Songs è un album che sorprende e suona come "musica pop irradiata da un altro pianeta, con un'impressionante quantità di idee stipate in dieci brani". Ha poi aggiunto che Susanne Sundfør è "ciò che Lana Del Rey potrebbe essere se smettesse di essere depressa per i cattivi ragazzi e indossasse qualcosa di diverso dal quel maledetto vestito rosso".

## Tracce
Testi e musiche di Susanne Sundfør, eccetto dove indicato.
1. Darlings – 2:39
2. Accelerate – 5:26 (musica: Susanne Sundfør, Jonathan Bates)
3. Fade Away – 3:18
4. Silencer – 3:28 (musica: Susanne Sundfør, Lars Horntveth)
5. Kamikaze – 5:12
6. Memorial – 10:06 (musica: Susanne Sundfør, Anthony Gonzalez)
7. Delirious – 4:56
8. Slowly – 4:27 (musica: Susanne Sundfør, Röyksopp)
9. Trust Me – 4:02
10. Insects – 3:05

## Formazione
- Susanne Sundfør: voce, sintetizzatore, chitarra acustica, autoharp, harmonium, clavicembalo, celesta, pianoforte, drum machine, Fender Rhodes, percussioni, produzione, mastering
- Gard Nilssen: batteria, percussioni
- Lars Horntveth: chitarra classica, sintetizzatore, co-produzione in Silencer
- Nikolai Hænsgle Eilertsen: basso
- Anthony Gonzalez: chitarra elettrica, sintetizzatore, drum machine, co-produzione in Memorial
- Jonathan Bates: sintetizzatore, drum machine, forno a microonde in Fade Away, co-produzione in Accelerate
- Röyksopp: sintetizzatore, co-produzione in Slowly
- Jørgen Træn: sintetizzatore, drum machine, missaggio
- Josh Humphrey e Abe Seiferth: elementi elettronici
- Nils Martin Larsen e Leon Dewan: sintetizzatori aggiuntivi
- Morten Qvenild: celesta
- Morten Myklebust: chitarra acustica
- Iver Sandøy: percussioni
- Grady McFerrin: artwork

Trondheim Soloists
- Anders Larsen, Anna Adolfsson Vestad, Erling Skaufel, Stina Elisabet Andersson, Åse Våg Aaknes: primi violini
- Tora Stølan Ness, Hilde Kjøll, Ingrid Martine Wisur, Nella Penjin: secondi violini
- Frøydis Tøsse, Anne Våg Aaknes, Ragnhild Torp: viole
- Cecilie Koch, Marit Aspås, Eivind Rossbach Heier: violoncelli
- Rolf Hoff Baltzersen: contrabasso

## Classifiche
| Classifica (2015) | Posizione massima |
| ----------------- | ----------------- |
| Norvegia          | 1                 |
| Regno Unito       | 78                |
| Svezia            | 47                |